# Азербайджано-руандийские отношения
Азербайджано-руандийские отношения — двусторонние отношения между Азербайджанской Республикой и Руандой в политической, социально-экономической, культурной и иных сферах.

## Дипломатические отношения
Дипломатические отношения между Азербайджаном и Руандой установлены 28 мая 2004 года.
Посольство Азербайджана в Эфиопии одновременно является посольством Азербайджана в Руанде.
5—6 мая 2017 года первая леди Руанды Джанет Кагаме посетила Азербайджан для участия в IV Глобальном форуме по межкультурному диалогу, который прошел в Баку.
В октябре 2017 года президент Руанды Поль Кагаме встретился с послом Азербайджана в Эфиопии, аккредитованным также в Руанде, Эльманом Абдуллаевым. Было отмечено, что Руанда заинтересована в сотрудничестве с Азербайджаном в таких сферах, как экономика, образование, транспорт, информационные и коммуникационные технологии.
В мае 2018 года во время саммита «Трансформация Африки» в Кигали Поль Кагаме встретился с председателем «Азеркосмос» Рашадом Набиевым. Обсуждались перспективы сотрудничества в области телекоммуникаций и спутниковой связи.
21—24 февраля 2019 года состоялась встреча Эльмана Абдуллаева с министром иностранных дел и международного сотрудничества Руанды Ричардом Сезибера.
Обе страны являются членами Движения неприсоединения.
В ноябре 2023 года было подписано соглашение об освобождении от визовых требований владельцев дипломатических и служебных паспортов между Азербайджаном и Руандой.

## Экономическое сотрудничество
Согласно статистике торгового офиса Организации Объединенных Наций (COMTRADE), в 2016 году экспорт Азербайджана в Руанду составил 601 доллар США.

### Товарооборот (долл)
| Год  | Экспорт Азербайджана | Импорт Азербайджана | Сумма товарооборота |
| ---- | -------------------- | ------------------- | ------------------- |
| 2020 | 0                    | 3 300               | 3 300               |
| 2021 | 0                    | 33 110              | 33 110              |
| 2022 | 0                    | 17 490              | 17 490              |
| 2023 | 0                    | 22 240              | 22 240              |

## В области благотворительности
В декабре 2024 года в рамках проекта Фонд Гейдара Алиева школа города Рвамагана была обеспечена питьевой водой.